# Eccidio di Blessaglia
L'Eccidio di Blessaglia è un episodio di rappresaglia nella quale rimasero vittime 6 partigiani impiccati a Blessaglia di Pramaggiore il 27 novembre 1944. Altri due partigiani subirono la stessa sorte nello stesso luogo alcuni giorni dopo, il 2 dicembre 1944. Responsabili della strage furono reparti delle SS, secondo testimonianze orali e documentazioni partigiana, comandate da un non meglio precisato tenente Bloch, probabilmente di nazionalità austriaca. La responsabilità penale non fu mai accertata e riconosciuta da una sentenza giudiziaria.

## Storia
All'origine dell'eccidio fu un episodio di sabotaggio attuato da partigiani della brigata "Ippolito Nievo B". Nella notte tra il 24 e il 25 novembre 1944 furono fatte esplodere due mine sul ponte di Blessaglia che, ancorché l'esplosione avesse prodotti danni insignificanti, causò un vasto rastrellamento delle truppe tedesche tra le quali reparti delle SS. Sei partigiani furono catturati il 26 novembre e dopo aver subito torture furono impiccati il giorno successivo ai platani lungo la via Postumia a Blessaglia, con la popolazione costretta ad assistere alla strage. Nel frattempo altri due partigiani furono catturati e dopo torture ripetute, il 2 dicembre, furono impiccati agli stessi platani utilizzati il 27 novembre.

## Le vittime
1. Giodo Bortolazzi. Nato a San Donà di Piave il 6 luglio 1926. Partigiano nella Brigata «Veneziano» della «Ippolito Nievo B». Impiccato il 27 novembre 1944.
2. Flavio Luigi Stefani. Nato a San Donà di Piave il 3 maggio 1923. Partigiano nella Brigata «Veneziano» della «Ippolito Nievo B». Impiccato il 27 novembre 1944.
3. Casimiro Benedetto Zanin. Nato a San Donà di Piave il 8 gennaio 1924. Partigiano nella Brigata «Veneziano» della «Ippolito Nievo B». Impiccato il 27 novembre 1944.
4. Michail Zinowski «Marcello». Nato a Kiuka (Ossipoic), ex Unione Sovietica, nel 1917.  Partigiano nel Battaglione «Bertin-Longo» della «Ippolito Nievo B». Impiccato il 27 novembre 1944.
5. Giuseppe De Nile. Nato a San Chirico Raparo (Pz) il 20 marzo 1923. Partigiano nel Battaglione «Bertin-Longo», Brigata «Anthos» della «Ippolito Nievo B». Impiccato il 27 novembre 1944.
6. Bachisio Pau «Valerio». Nato a Buddusò (Ss) il 20 marzo 1923. Partigiano nel Battaglione «Bertin-Longo», Brigata «Anthos» della «Ippolito Nievo B». Impiccato il 27 novembre 1944.
7. Angelo Antonio Cossa «Remmit». Nato a Bultei (Ss) il 4 gennaio 1921. Partigiano nella Brigata «Veneziano» della «Ippolito Nievo B». Impiccato il 2 dicembre 1944.
8. Alfredo Fontanel «Fulmine». Nato a Pramaggiore (Ve) il 13 settembre 1926. Partigiano nel Battaglione «Bertin» della «Ippolito Nievo B». Impiccato il 2 dicembre 1944.

Fonte: